# Ghat Scindia
Scindia (in hindī सिंधिया घाट) è un ghat che si trova lungo il fiume Gange a Varanasi nello stato indiano dell'Uttar Pradesh.
Confina a sud con il famoso ghat crematorio Manikarnika. In mezzo al ghat, si trova un piccolo tempio dedicato a Shiva, inclinato e parzialmente affondato nelle acque del fiume. Si crede che sia collassato a causa del troppo peso. Il ghat deve il suo nome agli Scindia - una dinastia di maratti - che lo costruirono nel 1830.

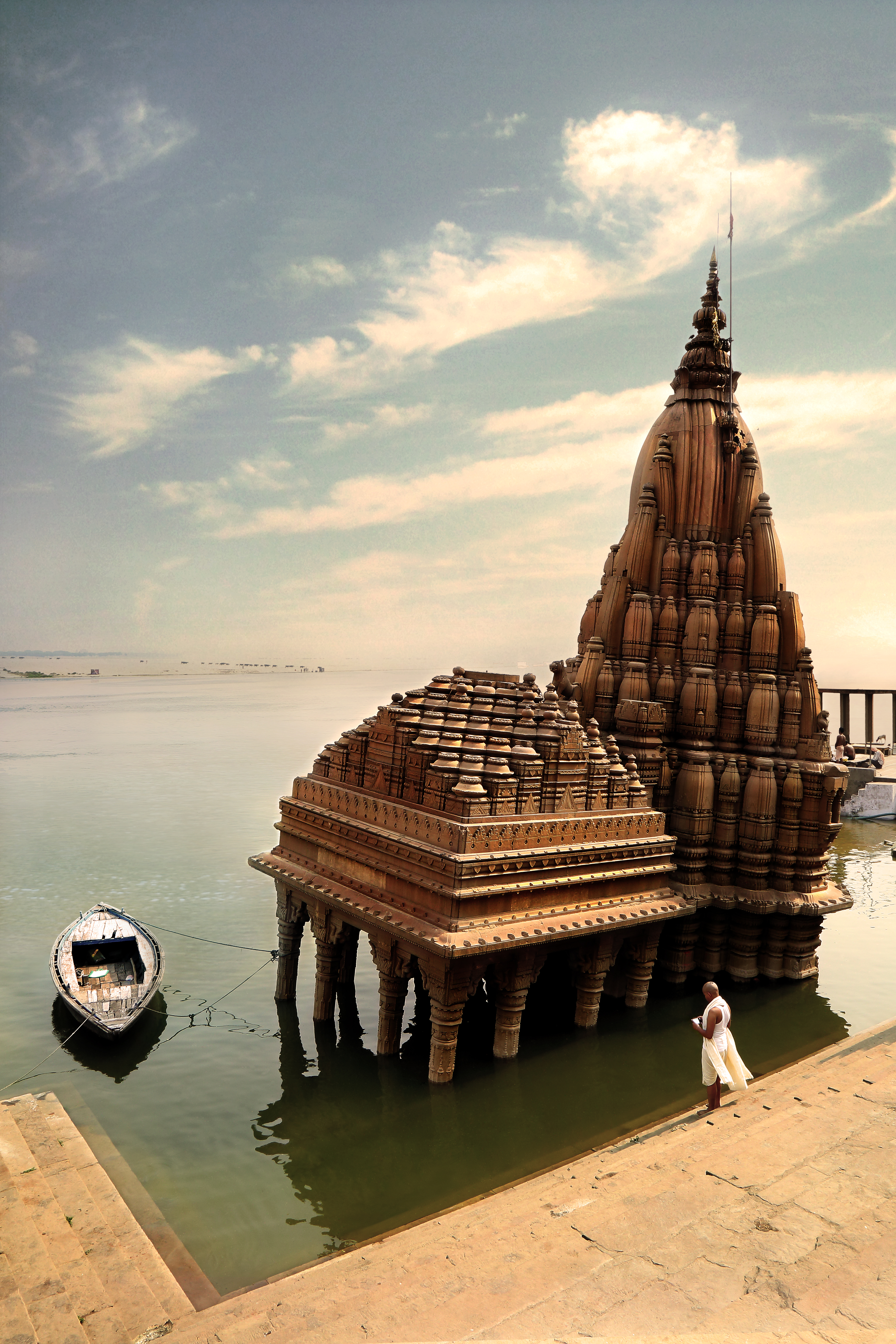
Il tempio di Shiva, affondato nelle acque del Gange.

Sopra il ghat, si trovano alcuni dei più importanti santuari della città, celati nel labirinto di viette che costituisce il quartiere di Siddha Kshetra.
Secondo la tradizione, Agni, il dio indù del fuoco, è nato qui. I fedeli vengono a pregare il dio Vireshwara in questo ghat, quando desiderano avere un figlio.